# Спасо-Преображенский монастырь (Рязань)
Ряза́нский Спа́со-Преображе́нский монасты́рь — православный мужской монастырь, основанный в конце ХIII — начале XIV века или в конце XIV века или у южной стены княжеской крепости.

## История
Древние летописи говорят о монастыре как о Преображенском, «что внутри города». По мнению книгоиздателя Сойкина П. П., по преданию, монастырь был основан в конце XIII — начале XIV века, по мнению монахини Мелетии (Панковой) — в конце XIV века. Скорее всего обитель была основана при Великом князе Олеге Ивановиче Рязанском. Об устройстве обители заботился Великий князь Рязанский Иван Васильевич, который в 1467 году своей грамотой пожаловал ей многие вотчины.
В 1501 году по новой грамоте князя Федора Васильевича монастырю было подарено село Гавриловское.
В 1522 году в Рязани началась традиция, по которой утренний благовест в городе начинался с колокольни Спасского собора монастыря. Особый статус обители подчеркивался тем, что его настоятели издревле носили статус архимандритов, а не игуменов.
В 1922 году все имущество монастыря было описано и изъято. В 1935 году земля и здания монастыря перешли в ведение Рязанского музея. Настоятельский и братский корпуса приспособили под коммунальные квартиры. В Богоявленской церкви на 1-м этаже разместили архив ЗАГСа; на 2-м – до конца 1960-х годов были коммунальные квартиры. К 1957 году почти все надгробия на кладбище монастыря исчезли.
В 1968 году все постройки бывшей Спасской обители вошли в состав Рязанского историко-архитектурного музея-заповедника.
В 1996 году началась передача монастырских зданий Русской православной церкви. Сначала был возвращен настоятельский и братский корпус, в нём было размещено Духовное училище.
В 2005 году решением Священного Синода Русской православной церкви было принято решение об открытии Спасо-Преображенского мужского монастыря и возобновлении в нём монашеской жизни.

## Монастырские постройки
Первоначально почти все здания монастыря были деревянными. Во время большого пожара 1647 года обитель полностью выгорела.
В 1640-х годах на месте храма XVI века, от которого сохранился цокольный этаж с подвалом под трапезной и северный портал, была возведена ныне существующая каменная церковь Богоявления Господня, у которой было два придела — во имя Покрова Божией Матери и во имя апостола и евангелиста Иоанна Богослова. Вместе с ней была построена колокольня, на которой размещалось шесть колоколов.
В 1679 году над северными воротами монастыря была возведена надвратная церковь преподобного Варлаама Хутынского. До настоящего времени она не сохранилась, так как в ночь на 17 апреля 1692 года пострадала при обрушении Успенского собора и позже не возобновлялась.
Во 2-й половине XVII века были построены братский и настоятельский корпуса, между которыми в 1901—1904 годы встроили 2-этажное здание с Иосифовской церковью на 2-м этаже и жилыми кельями на 1-м.
К 1700 году было завершено строительство собора Преображения Господня, а его благоукрашение — к 1702-му. Храм построен на средства купца Михаила Федоровича Немчинова.
Барочный 5-ярусный иконостас Преображенского собора устроили по образцу иконостаса летнего Успенского собора.
Монастырь окружен каменной оградой 2-й половины XVII — середины XVIII веков с двумя бышнями общей протяженностью 189 саженей, примыкавшей к зданию духовной консистории.

## Святыни
В Преображенском соборе монастыря находятся следующие святыни:
- Список иконы «Спас Нерукотворный»;
- Список иконы Божией Матери «Феодотьевская»;
- Список иконы Божией Матери «Нечаянная Радость»;
- Список иконы Божией Матери «Умягчение злых сердец»;
- Частица мощей святителя Феофана Затворника;
- Частица мощей святителя Луки Крымского;
- Частица рясы праведного Иоанна Кронштадтского;
- Частица мощей праведного Иоанна Кормянского;
- Частица мощей блаженной Матроны Московской;
- Частица мощей преподобной Евфросинии Полоцкой;
- Частица мощей преподобной Манефы Гомельской[6].

## Известные архимандриты
В скобках даны годы упоминания.
- Меркурий
- Иоаким
- Иона
- Геннадий
- Феодосий
- Иона
- Ефрем
- Серапион
- Нафанаил
- Васьян
- Савва
- Феодосий
- Феогност
- Феодосий 1-й
- Феодосий 2-й
- Иосиф
- Авраам
- Иоанн (1461)
- Кассиан (1535—1539)
- Фома (1550—1551)
- Иосиф
- Иосиф (у Строева)
- Митрофан
- Симеон (1564)
- Иона Ремезов (1581—1599)
- Иов
- Тихон
- Трифон (1606)
- Рафаил (1613—1618)
- Дионисий (1619—1621)
- Ефрем (1623—1635)
- Герасим (1635—1638)
- Савва (1644)
- Феодорит (1642)
- Боголеп (1647—1673)
- Иосиф (1674—1682)
- Филарет (1683—1700)
- Лев (1701—1720)
- Мисаил Копцев (1720—1728)
- Ануфрий (1728—1737)
- Алимпий (1738—1741)
- Давид Данилевич (1741—1749)
- Ефрем (1754—1756)
- Сергий (1756—1760)
- Антоний Ядрило (1761—1813)
- Иероним Алякринский (1813—1828)
- Илиодор Чистяков (1828)
- Аполлинарий (1828—1829)
- Гедеон Вишневский (1829)
- Арсений (1830—1831)
- Феодотий (Озеров) (1831—1837)
- Афанасий (Дроздов) (1837—1840)
- Антоний (Смолин) (1840—1858)
- Макарий (Миролюбов) (1858—1860)
- Ювеналий (Знаменский) (1860—1867)
- Ювеналий (Карюков) (1868—1871)
- Василий (Левитов) (1873—1880)
- Авраамий (Летницкий) (1880—1881)
- Августин (Гуляницкий) (1881—1882)
- Иустин (Полянский) (1885)
- Феодосий (Рождественский) (1886—1892)
- Иоанникий (Казанский) (1892—1895)
- Полиевкт (Пясковский) (1895—1900)
- Иосиф (Соколов) (1900—1902).
- Владимир (Благоразумов) (1902—1906)
- Исидор (Колоколов) (1906—1911)
- Амвросий (Смирнов) (1911—1917)
- Павел (Вильковский) (1917)
- Серафим (Руженцов) (1917—1919)
- Митрофан (Загорский) (1919—1920)
- Игнатий (Депутатов) (2005—2011)
- Владимир (Самохин) (2011)
- Сергий (Акимов) (2011—2014)
- Питирим (Чембулатов) (2014—2015)
- Евфимий (Шапкин) (с 2015)